# The xx
The xx är en musikgrupp som bildades 2005 i sydvästra London i Storbritannien.

## Historia
Bandet bildades först som en duo av Oliver Sim och Romy Madley-Croft när de var 15 år. 2005 anslöt Baria Qureshi och gruppen började spela konserter. Ett år senare anslöt Jamie Smith. Bandets alla medlemmar gick på Elliott School i London.
I november 2009 meddelade bandet att pianisten Baria Qureshi lämnade The xx. Hon ersattes inte, utan bandet fortsatte som en trio.

## Bandmedlemmar
Nuvarande medlemmar
- Romy Madley Croft – gitarr, sång (2005–)
- Oliver Sim – basgitarr, sång (2005– )
- Jamie Smith – synthesizer, trummor, keyboard, elektronik (2005– )

Tidigare medlemmar
- Baria Qureshi – keyboard, gitarr (2005–2009)

## Diskografi

### Studioalbum
- 2009 – xx
- 2012 – Coexist
- 2017 – I See You